# Steven Smith (cestista)
Steven Alexander Smith (Filadelfia, 12 aprile 1983) è un ex cestista statunitense.

## Palmarès
- Coppa di Grecia: 1

Panathinaikos: 2011-12